# Takeo
Takeo (Japans: 武雄市, Takeo-shi) is een Japanse stad in de prefectuur Saga. In 2014 telde de stad 49.435 inwoners. 

## Geschiedenis
Op 1 april 1954 werd Takeo benoemd tot stad (shi). In 2006 werden de gemeenten Yamauchi (山内町) en Kitagata (北方町) toegevoegd aan de stad.

## Partnersteden
- Sebastopol, Verenigde Staten

Steden:
Imari · Kanzaki · Karatsu · Kashima · Ogi · Saga (hoofdstad) · Takeo · Taku · Tosu · Ureshino

Districten:
Fujitsu · Higashimatsuura · Kanzaki · Kishima · Miyaki · Nishimatsuura
Gemeenten per district